# Syzeuxis tessellifimbria
Syzeuxis tessellifimbria là một loài bướm đêm trong họ Geometridae.